# أورلاندو كاستيلو
أورلاندو كاستيلو (بالإسبانية: Orlando Castillo)‏ هو دراج كولومبي، ولد في 11 فبراير 1967.

## وصلات خارجية
- أورلاندو كاستيلو على موقع أوليمبيديا (الإنجليزية)